# Evolution (curtmetratge)
Evolution (en francès Évolution) és un curtmetratge d'animació Canadenc dirigit per Michael Mills, oferint un retrat humorístic de l'evolució. Evolution va ser nominada a l'Oscar al millor curtmetratge premi als Premis Oscar de 1971, i va rebre prop de 40 premis internacionals. Pel·lícula sense paraules, Evolution va ser animada, dirigida, escrita i produïda per Mills durant el seu mandat al National Film Board of Canada, que va començar el 1966 i va durar fins a formar la seva pròpia companyia d'animació, Michael Mills Productions, el 1974.

## Sinopsi
La pel·lícula comença amb uns organismes unicel·lulars als oceans, seguits de les primeres criatures que van sortir a la terra, fins a l'alba de l'home modern.

## Crèdits
- Guionista, Disseny, i Animació: Michael Mills
- Animador Assistent: Gayle Thomas
- Càmera d'animació: Kjeld Nielsen
- Càmera òptica: Ron Moore
- Músic: Doug Randle
- Edició de so: Peter Hearn
- Regrabació: Roger Lamoureux
- Director i Productor: Michael Mills
- Evolution - A National Film Board Of Canada Production

## Altres premis
A la 19a edició dels Premis Sant Jordi de Cinematografia va rebre el premi al millor curtmetratge.